# Al-Battání
Al-Battání, celým jménem Abū ʿAbd Allāh Muḥammad ibn Jābir ibn Sinān al-Raqqī al-Ḥarrānī al-Ṣābiʾ al-Battānī, v latinizované formě Albatenius nebo Albategnius, arabsky محمد بن جابر بن سنان البتاني (asi 850 Harran – 929 Qasr al-Jiss) byl arabský astronom, astrolog a matematik narozený na území dnešního Turecka, který většinu života strávil ve městě Rakka, které dnes leží v Sýrii.
Pomocí astronomických přístrojů upřesnil hodnotu trvání roku na 365 dní, 5 hodin, 46 minut a 24 sekund, upřesnil i hodnoty precese a sklonu ekliptiky. Úspěchů dosáhl tím, že ptolemaivskou geometrii při výpočtech nahradil trigonometrií.
Vytvořil dílo sestávající z 57 astronomických tabulek s názvem Az-Zídž as-Sabi zahrnující polohy Měsíce, Slunce a planet, které svou přesností předstihly Almagest. Tabulky přeložil v roce 1116 Plato Tiburtinus do latiny pod názvem De motu stellarum a měly velký vliv na rozvoj evropské astronomie. Vyšly tiskem dokonce ještě v letech 1537 a 1645.
Battáního vliv vzpomíná i Mikuláš Koperník ve svém revolučním díle De revolutionibus orbium coelestium z roku 1543.
Je po něm pojmenován kráter Albategnius na Měsíci.